# کاروانسرای فیل
کاروانسرای فیل یکی از کاروانسراهای درون‌شهری شیراز است که آن را تیمچه نیز می‌گفتند. در گذشته، در بازار وکیل، جایی برای نگه‌داری کالاهای بازرگانان وجود داشت که به آن کاروانسرای فیل می‌گفتند و اکنون به‌عنوان انبار از آن بهره برده می‌شود. از تزئینات به‌کاررفته در این بنای تاریخی می‌توان به طاق‌نماهای آجری ساده و ورودی و قوس‌های جناغی طاق و دالان اشاره کرد. کاروانسرای فیل از بناهای کریم‌خان زند است که در حدود سال ۱۱۸۰ هجری قمری ساخته شده است.

## محل کاروانسرا
کاروانسرای فیل در محلهٔ درب شاهزاده، بین بازار شمشیرگرها که امروزه محل فروش فرش‌های ایرانی و فروش ادویه‌جات است و بازار ترکش‌دوزها و در سمت غربی بازار وکیل و در نیمهٔ جنوبی آن قرار دارد.

## شکل بنا
این کاروانسرا ۳۲ حجره دارد که دور تا دور حیاط قرار گرفته‌اند؛ این نوع طراحی برای راحتی در حمل و نقل و بارانداز کالاها بسیار مناسب بود.
طرح کاروانسرای فیل مربع شکل است که در چهار سمت در هر سمت ۷ حجره و در چهار گوشهٔ بنا نیز چهار حجره تعبیه شده است. حجره‌ها به این صورت می‌باشد که فضای جلوی آنها دفتر بوده و فضای پشت آنها به عنوان انبار کاربرد داشته که اکنون کاربری این فضاها تغییر کرده و محل فروش فرش‌های دست‌باف و تابلو فرش و تعمیر فرش می‌باشد و در حال حاضر یکی از حجره‌ها به سبک قدیم باقی مانده است.
درِ ورودی این کاروانسرا که شامل طاق و تویزه و عرق‌چین است، در بازار شمشیرگرها گشوده می‌شود و سردر قدیمی آن طاق نمای سادهٔ آجری است که به وسیلهٔ راهرویی به حیاط کاروانسرا متصل می‌شود. طاق این راهرو دارای قوس‌های جناغی است که بین آنها به وسیلهٔ طاق‌های آجریِ ناوی شکل پر شده است. این کاروانسرا طرحی مربع سکل و چهار ایوانی دارد و در هر چهار ضلع آن هفت حجره قرار گرفته و در چهار زاویهٔ آن نیز چهار حجرهٔ دیگر بنا شده است. کف حجره‌ها از سطح زمین بالاتر است و درک‌های چوبی آن همچنان پا برجاست. در وسط حیاط نیز حوضی قدیمی و باغچه ای کوچک وجود دارد. هم اینک نیز ساختمانی نیمه کاره در حیاط احداث شده است. این کاروانسرا که در گذشته مرکز عمده‌فروشی فرش بوده، هم اینک محل فروش فرش و رفوی آن است.